# جان گرتون
جان گرتون (انگلیسی: John Gretton, 1st Baron Gretton; ۱ سپتامبر ۱۸۶۷ – ۲ ژوئن ۱۹۴۷) سیاستمدار، نماینده مجلس و قایقران قایق بادبانی اهل بریتانیا بود.